# The Motto (canção de Drake)
"The Motto" é uma canção do rapper Drake com participação do também rapper Lil Wayne, tirada do seu segundo álbum de estúdio, Take Care, lançado em 15 de Novembro de 2011. Foi lançada em formato digital a 29 de Novembro de 2011 como o terceiro single do álbum. Foi escrita pelos dois rappers e por Tyler Williams e produzida por T-Minus. Em Fevereiro de 2012, recebeu o certificado de disco de platina pela Recording Industry Association of America (RIAA) pelo embarque de mais de um milhão de exemplares.

## Desempenho nas tabelas musicais
| País — Tabela musical (2011/2012)                            | Posição de pico |
| ------------------------------------------------------------ | --------------- |
| Canadá — Canadian Hot 100                                    | 77              |
| Reino Unido — UK R&B Chart (The Official Charts Company)     | 28              |
| Reino Unido — UK Singles Chart (The Official Charts Company) | 100             |
| Estados Unidos — Billboard Hot 100                           | 16              |
| Estados Unidos — Hot R&B/Hip-Hop Songs (Billboard)           | 1               |
| Estados Unidos — Rap Songs (Billboard)                       | 1               |

## Certificações
| Região                | Certificação | Vendas    |
| --------------------- | ------------ | --------- |
| Estados Unidos — RIAA | Platina      | 1,000,000 |

## Histórico de lançamento
| Região         | Data                   | Formato                     | Editora discográfica                                                      |
| -------------- | ---------------------- | --------------------------- | ------------------------------------------------------------------------- |
| Estados Unidos | 29 de novembro de 2011 | Rádio Rhythmic contemporary | Young Money Entertainment, Cash Money Records, Universal Republic Records |
| Estados Unidos | 29 de novembro de 2011 | Rádio Urban contemporary    | Young Money Entertainment, Cash Money Records, Universal Republic Records |
| Estados Unidos | 10 de janeiro de 2012  | Rádio Rhythmic contemporary | Young Money Entertainment, Cash Money Records, Universal Republic Records |
| Reino Unido    | 26 de março de 2012    | Download digital            | Young Money Entertainment, Cash Money Records, Universal Republic Records |